# Magatzem Vallhonrat (Terrassa)
El Magatzem Vallhonrat és un antic edifici industrial del centre de Terrassa (Vallès Occidental) situat a la plaça de Maragall, inclòs a l'Inventari del Patrimoni Arquitectònic de Catalunya.

## Descripció
És un edifici entre mitgeres de planta trapezoïdal, que fa cantonada entre el carrer del Teatre, les Escaletes i la plaça de Maragall, i adaptat al desnivell del terreny: al carrer conegut com les Escaletes té una sola planta, i en canvi al carrer del Teatre en té dues. La porta d'accés, antigament d'arc de mig punt, s'obre a la plaça. Al costat de la porta hi ha una gran finestra rectangular. A la façana del carrer del Teatre hi ha obertures rectangulars, originàriament amb reixes. El conjunt mostra elements decoratius molt simples. Hi ha arrebossat sobresortint al voltant de les obertures.

## Història
L'edifici és un projecte de l'arquitecte Joan Baca i Reixach del 1930. Un cop perduda la seva funció com a magatzem industrial, ha estat remodelat i actualment allotja un restaurant.